# 科瓦拉因巴迪亚
科瓦拉因巴迪亚（義大利語：Corvara in Badia），是意大利北部博尔扎诺-上阿迪杰自治省的一个市镇，位于其省会博尔扎诺的东方约40公里处。总面积42平方公里，人口1307人，人口密度31.1人/平方公里（2009年）。ISTAT代码为021026。